# Молочай Кудряшёва
Молочай Кудряшёва (лат. Euphorbia kudrjaschevii) — вид двудольных растений рода Молочай (Euphorbia) семейства Молочайные (Euphorbiaceae). Под текущим таксономическим названием растение было описано российским ботаником Ярославом Ивановичем Прохановым в 1949 году. Назван в честь Серафима Николаевича Кудряшёва (1907—1943), советского геоботаника, исследователя растительности Узбекистана.
Синонимичное название — Galarhoeus kudrjaschevii Pazijbasionym.

## Распространение, описание
Эндемик Узбекистана.
Гемикриптофит. Листья простые, без членения. Соцветие — зонтик, несёт цветки жёлтого цвета. Ядовито.

## Замечания по охране
Включён в Красную книгу Узбекистана.